# Дахнівське лісництво
Да́хнівське лісництво — структурний підрозділ Черкаського лісового господарства Черкаського обласного управління лісового та мисливського господарства.
Офіс знаходиться у м. Черкаси (мікрорайон Дахнівка).

## Лісовий фонд
Лісництво охоплює ліси Черкаського району. Площа лісництва — 4583,6 га.

## Об'єкти природно-заповідного фонду
У віданні лісництва перебувають об'єкти природно-заповідного фонду:
- Ботанічні пам'ятки природи місцевого значення: Високопродуктивне насадження сосни, Лісові насадження дуба, Лісові насадження сосни з дубом, Насадження сосни
- Ботанічний заказник місцевого значення Дахнівський.

## Галерея

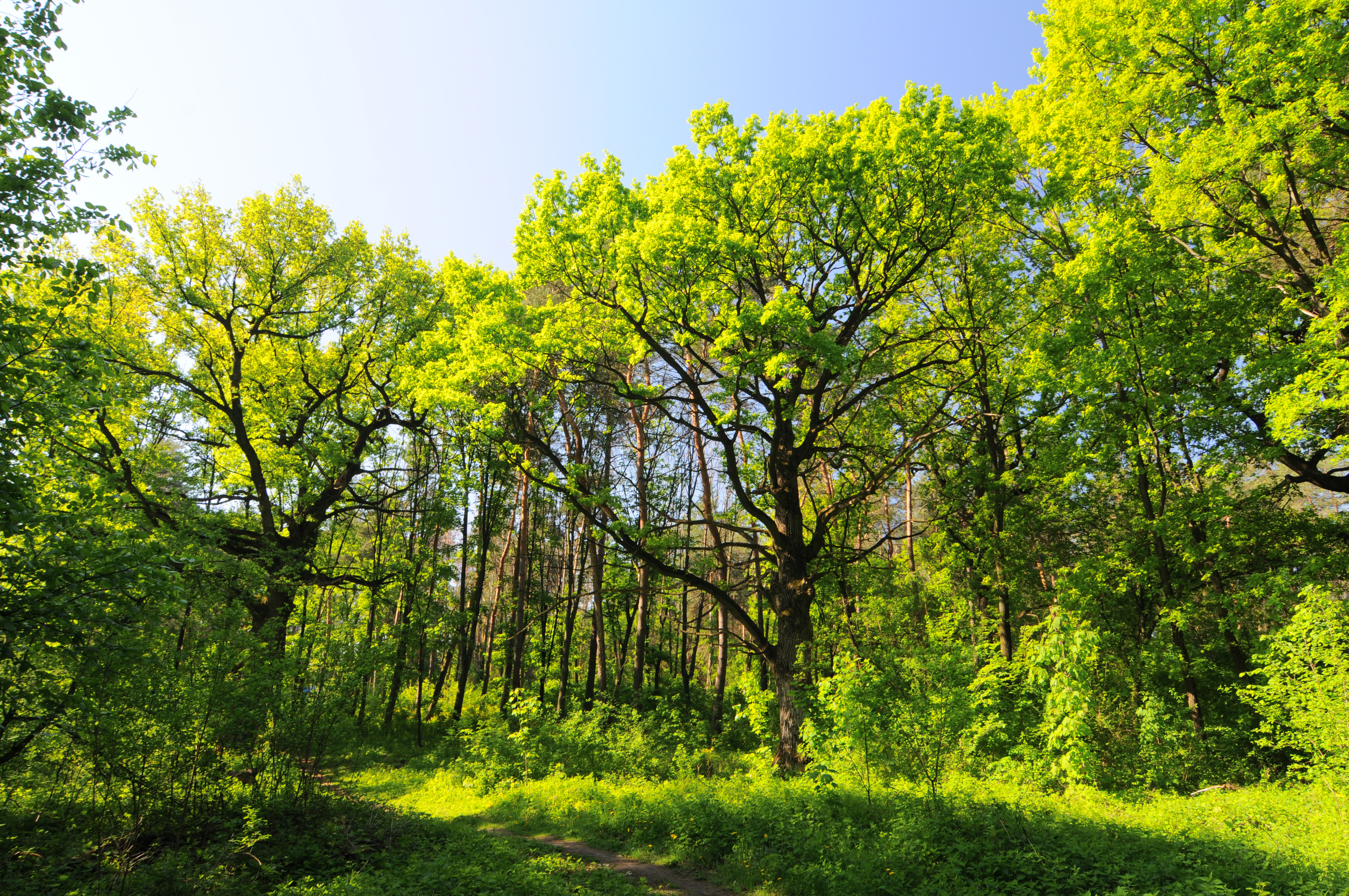
Діброва у кв. 9
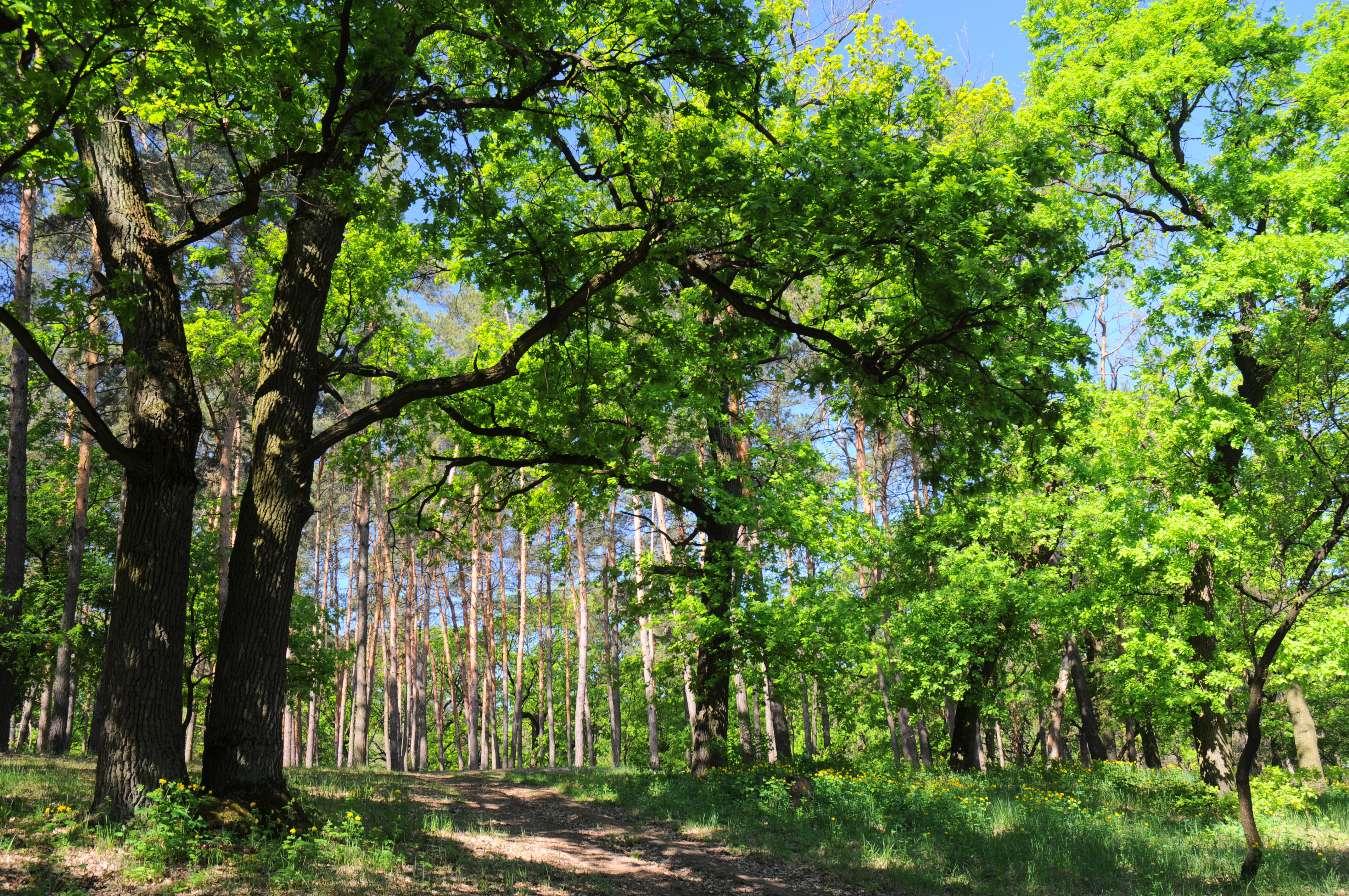
Діброва у кв. 19
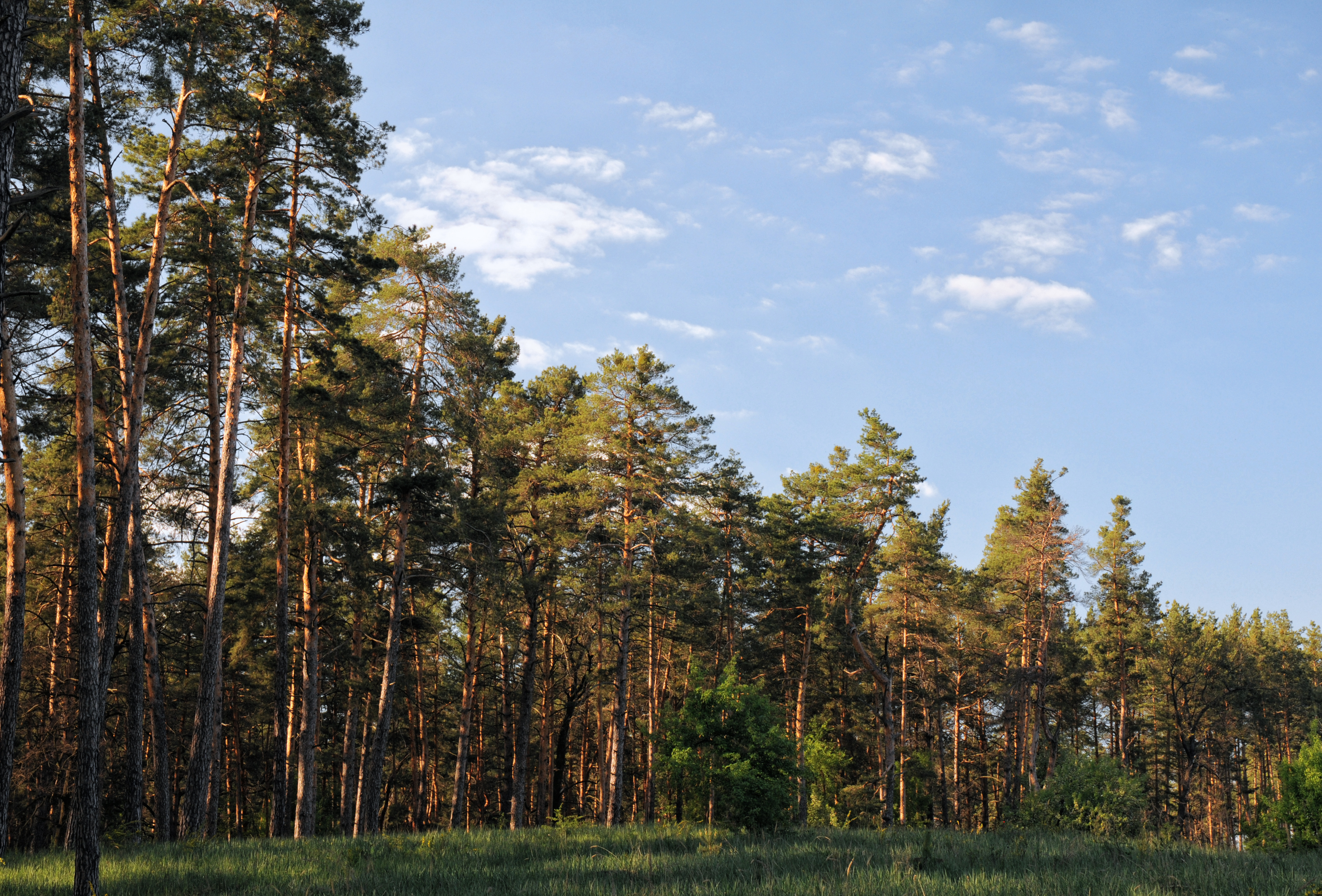
Бір у кв. 61
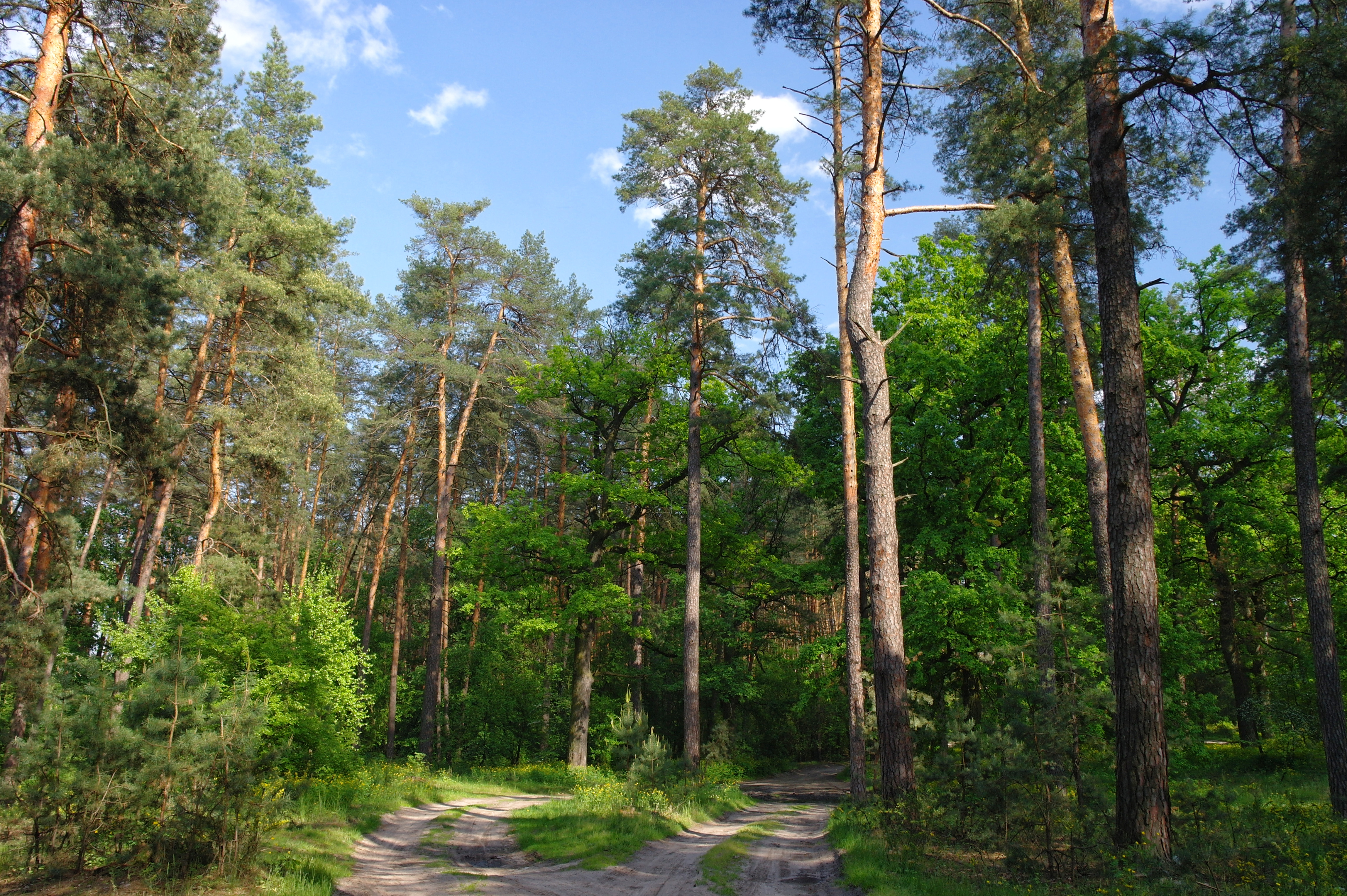
Дахнівський заказник
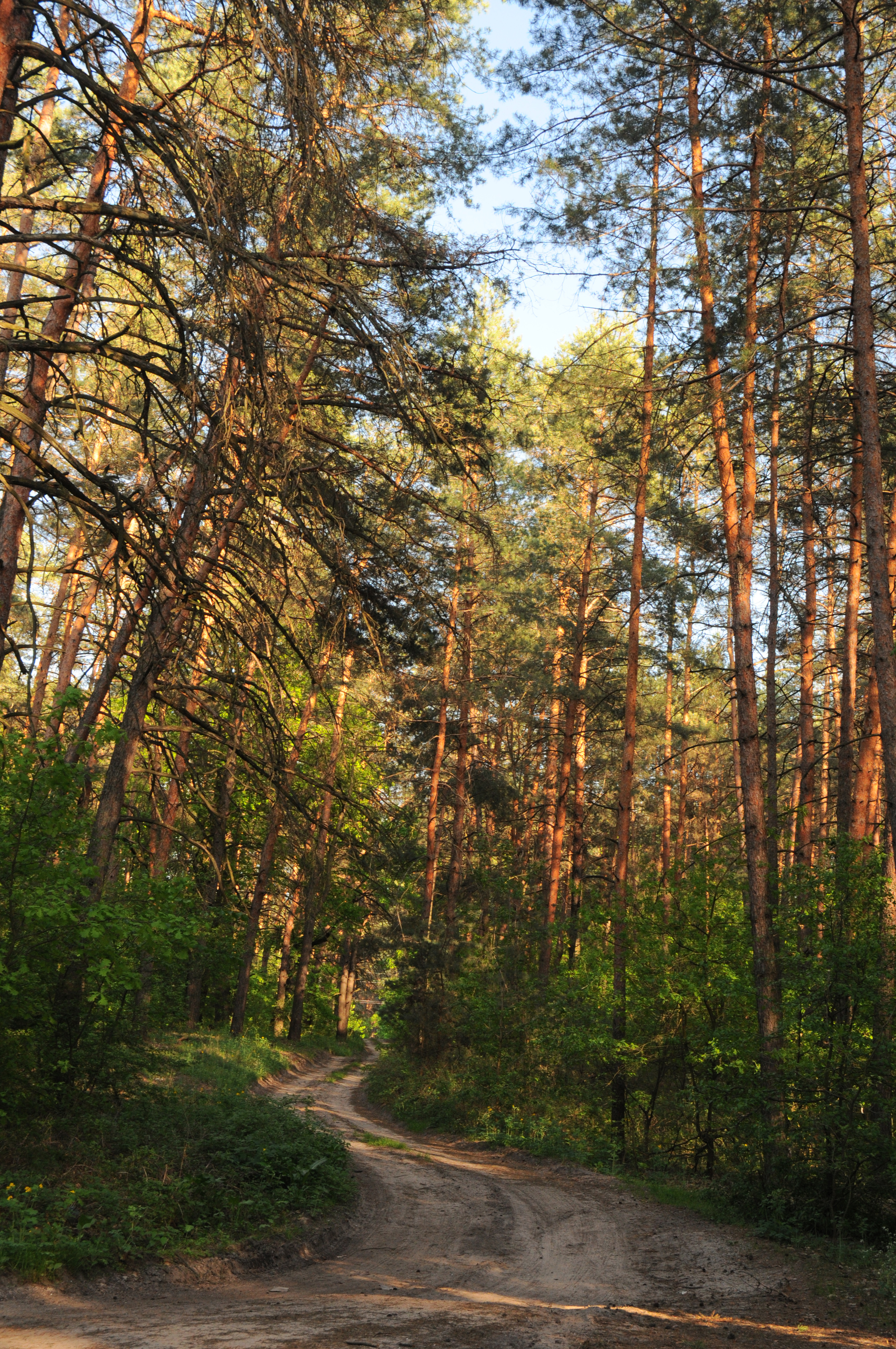
Високопродуктивне насадження сосни у кв. 116